# Gustave Boissière
Pour les articles homonymes, voir Boissière.
Gustave Boissière (1905-1956) est un spéléologue français.

## Biographie
Gustave Boissière est né le 13 novembre 1905 à Grasse et mort le 8 septembre 1956 au sein de l'Hôpital de la Pitié Salpêtrière dans le 13e arrondissement de Paris.

## Activités spéléologiques
Gustave Boissière fut à l'origine des explorations réalisées par le Spéléo-club de Paris dans le massif du Vercors.
Il mena également des incursions dans le Jura, les Alpes maritimes et le massif du Dévoluy.
Il fut président du Spéléo-club de Paris en 1945.

## Distinctions
Les activités du Spéléo-Club de France dans le Vercors firent obtenir à Gustave Boissière le prix Martel du Touring club de France en 1943.

## Sources et références
1. ↑  Archives des Alpes Maritimes, commune de Grasse, Acte de naissance  no 239, (vue 70/385) (avec mention marginale de décès)
2. ↑  Archives de Paris 13e, acte de décès no 3225, année 1956 (vue 25/31)

- « Les grandes figures disparues de la spéléologie française », Spelunca (Spécial Centenaire de la Spéléologie), no 31,‎ juillet-septembre 1988, p. 26
- Delanghe Damien, Médailles et distinctions honorifiques (document PDF), in : Les Cahiers du CDS no 12, mai 2001.
- Association des anciens responsables de la fédération française de spéléologie : In Memoriam.
- Guérin, H.-P. (1956) : Gustave Boissière (1905-1956), in Bulletin du Comité national de spéléologie (Paris) 1956 (4), p. 116-118.